# Jan Czarnkowski (starosta inowrocławski)
Jan Czarnkowski herbu Nałęcz III (zm. 1613) – starosta inowrocławski.
Syn Andrzeja, kasztelana nakielskiego, rogozińskiego, kamienieckiego i kaliskiego oraz Marianny Latalskiej.
Brat: Katarzyny, żony Stefana Grudzińskiego, dworzanina królewskiego i starosty śrędzkiego i Zofii, żony Stanisława Niemojewskiego, kasztelana chełmińskiego.
Od 1608 roku pełnił obowiązki starosty inowrocławskiego.